# Franz Schreker

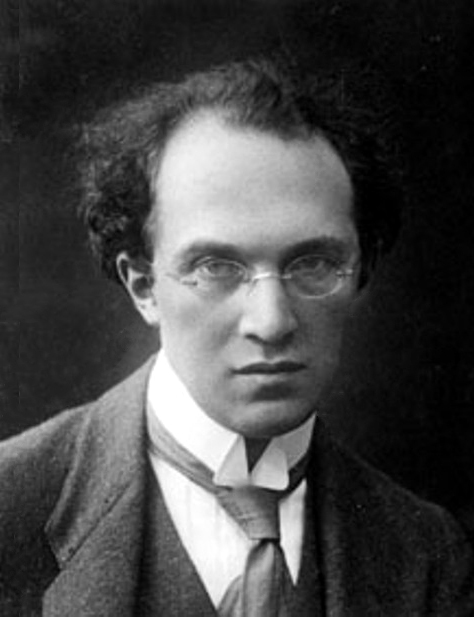
Franz Schreker, um 1911

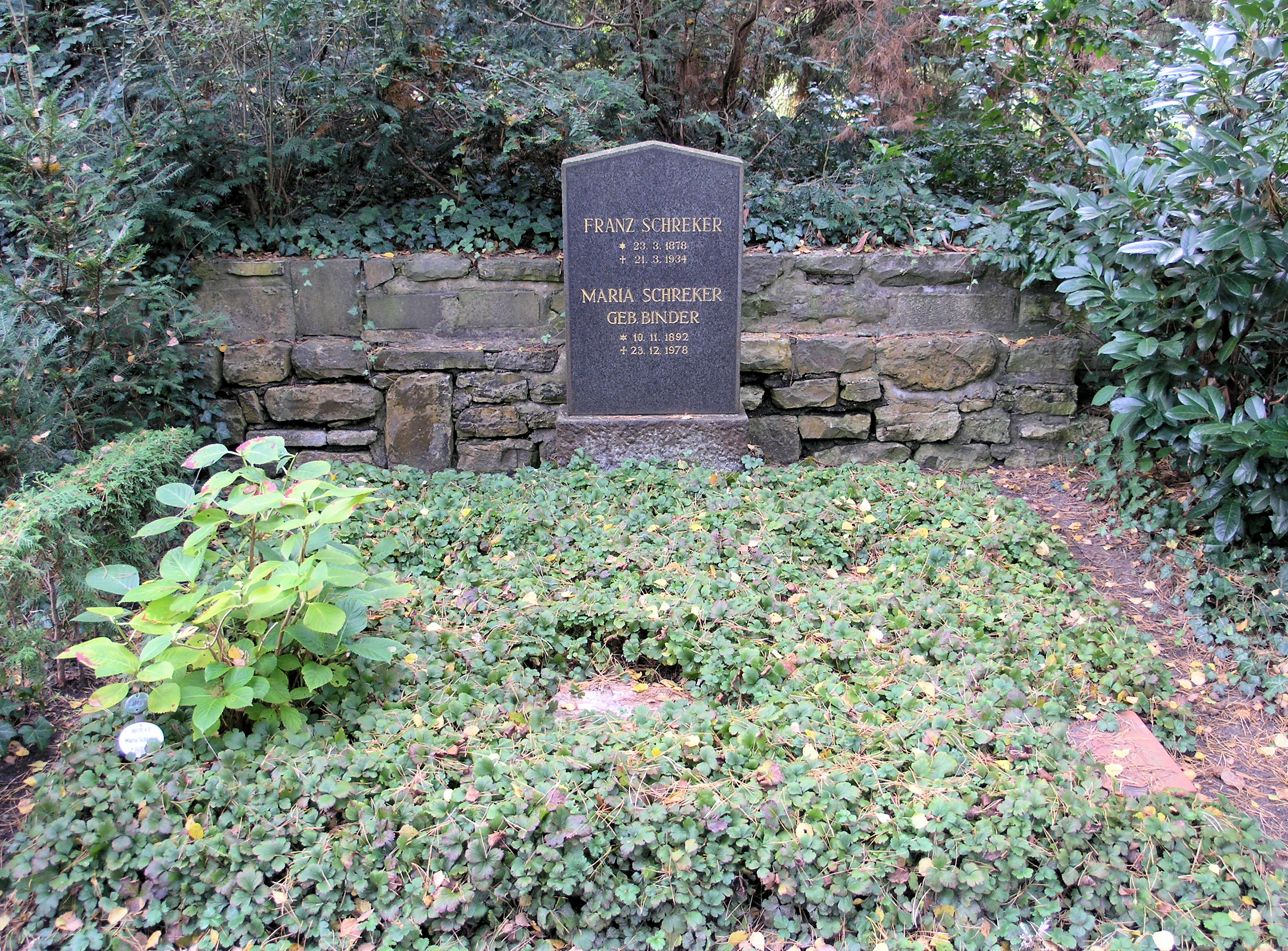
Ehrengrab, Hüttenweg 47, in Berlin-Dahlem

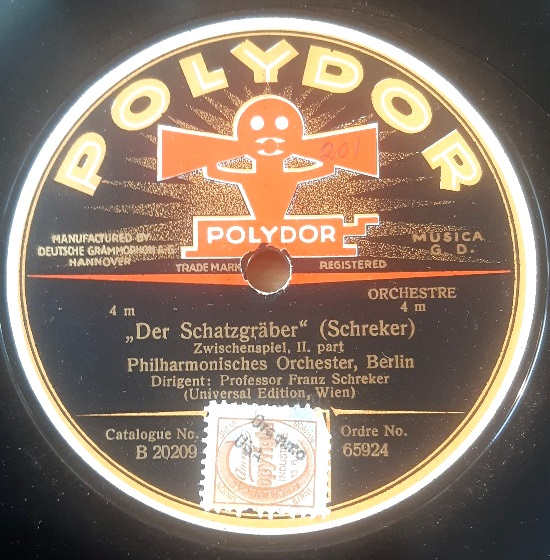
Schallplatte mit einer von Schreker dirigierten Aufnahme (Berlin 1923)

Franz Schreker (23. März 1878 in Monaco – 21. März 1934 in Berlin; ursprünglich Schrecker) war ein österreichischer Komponist und Librettist. Er war einer der meistgespielten deutschsprachigen Komponisten seiner Zeit.

## Leben
Franz Schreker war ein Sohn des konvertierten Hofphotographen Ignácz Ferenz Schrecker und dessen zweiter Frau Eleonore von Cloßmann. Er studierte am  Konservatorium der Gesellschaft der Musikfreunde in Wien bei Robert Fuchs Komposition. 1911 übernahm er die Leitung des von ihm gegründeten Philharmonischen Chores, seit 1912 leitete er selbst eine Kompositionsklasse an der Akademie für Tonkunst in Wien. Der Ruhm brachte Schreker die Direktorstelle in der Berliner Akademischen Hochschule für Musik (der heutigen Universität der Künste Berlin), wo er von 1920 bis 1931 tätig war. Ein Forum wurde ihm von der Universal Edition in der Musikzeitschrift Anbruch geboten, in der zwischen 1919 und 1937 103 Artikel von ihm und über ihn erschienen. Bereits in den späten 1920er-Jahren war Schreker Angriffsobjekt der Kulturpolitik der Nationalsozialisten. 1932 wurde auf Grund des NS-Terrors die in Freiburg geplante Uraufführung seiner Oper Christophorus von Schreker selbst zurückgezogen, und er wurde zum Rücktritt von seinem Amt als Direktor der Berliner Musikhochschule gezwungen, die er seit 1920 geleitet hatte. Von 1932 bis 1933 war er außerdem Leiter einer Meisterklasse für Komposition an der Preußischen Akademie der Künste. Einer seiner Schüler dort war Wladyslaw Szpilman. Kurz nach seiner Zwangsversetzung in den Ruhestand, die Max von Schillings verfügte, starb er am 21. März 1934 an einem Herzinfarkt, dem ein Schlaganfall vorausgegangen war, und wurde auf dem Waldfriedhof Dahlem beigesetzt. Die Grabstätte befindet sich in der Abt. 10A-6 und ist als Ehrengrab der Stadt Berlin gewidmet.
Am 10. November 1909 heiratete Schreker in Wien die Sopranistin Maria (‚Mizzi‘) Anna Josefa Binder (* 10. November 1892 Wien; † 23. Dezember 1978 Berlin). Das Paar hatte zwei Kinder: Ottilie Hedwig (später Haidy Schreker-Bures; * 9. August 1910 Wien; † 15. Dezember 1993 Buenos Aires) und Emanuel Leopold (* 23. Dezember 1914 Wien; † 9. August 1971, Melbourne, Australien).
Im Jahr 1959 wurden in Wien-Favoriten (10. Bezirk) die Franz-Schreker-Gasse und 1936 in Ottakring (16. Bezirk) die Schrekergasse nach ihm benannt.

## Werk

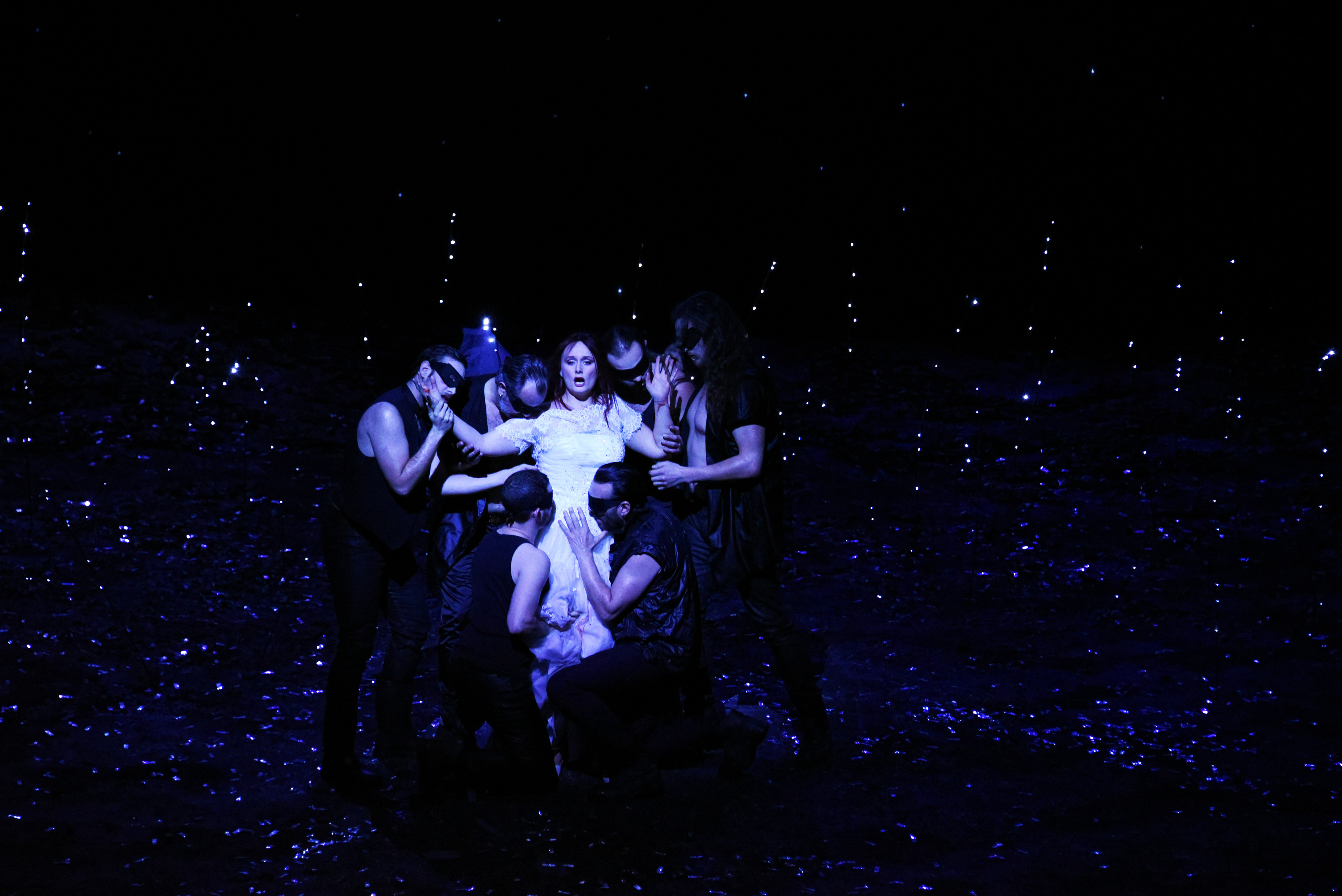
Die Gezeichneten. Opéra de Lyon 2015

In den 1920er Jahren galt Franz Schreker als einer der bedeutendsten Opernkomponisten in Deutschland nach Wagner; seine Opern erreichten zeitweise höhere Aufführungszahlen als diejenigen von Richard Strauss. Wie dieser ist Schreker ein Spätromantiker; zugleich weist seine musikalische Sprache expressionistische Elemente auf. Charakteristisch ist eine ständige harmonische Fluktuation mit schillernden, irisierenden Akkorden.
Abgesehen von einer Ausnahme (Flammen) schrieb Schreker die Texte zu seinen Opern selbst. Von der Psychoanalyse Sigmund Freuds beeinflusst, zeichnet der Librettist Schreker schonungslose seelische Porträts seiner Opern-Protagonisten, die teilweise auch autobiographische Bezüge aufweisen.
Von den Nationalsozialisten als „entartet“ diffamiert, gerieten Schrekers Werke nach 1933 nahezu in Vergessenheit. Ende der 1970er Jahre setzte eine Schreker-„Renaissance“ ein, die bis heute anhält, wie z. B. die Aufführungen der Opern Die Gezeichneten (1979, Regie: Hans Neuenfels) an der Frankfurter Oper, 2005 bei den Salzburger Festspielen, 2015 an der Opéra de Lyon, 2017 an der Bayerischen Staatsoper und 2018 an der Komischen Oper Berlin, Der Schmied von Gent an der Berliner Staatsoper 1981, am Theater Bielefeld 1993 und am Theater Chemnitz 2010, eine Reihe mit den weniger gängigen Titeln Flammen, Christophorus und Das Spielwerk und die Prinzessin an der Oper Kiel unter Kirsten Harms, sowie Der ferne Klang 1991 an der Wiener Staatsoper, 2015 an der Oper Graz sowie am Nationaltheater Mannheim und 2017 am Theater Lübeck, ferner Der singende Teufel 2023 an der Oper Bonn.
Seine Wiederentdeckung war vor allem Folge eines musikwissenschaftlichen Kongresses Mitte der 1970er Jahre in Graz. Seit den 1990er Jahren veröffentlicht auch die Phonoindustrie wieder vermehrt Aufnahmen seiner Werke.
Ein Großteil seines Nachlasses befindet sich an der Österreichischen Nationalbibliothek in Wien, Teile seiner wertvollen Privat-Bibliothek an der Bibliothek der Universität der Künste Berlin.

## Werkverzeichnis (Auswahl)

### Bühnenwerke/Opern
(Libretti, soweit nicht anders angegeben, von Franz Schreker)
- 1901–1902: Flammen – 1 Akt. Libretto: Dora Leen (1880–1941; eigtl. Dora Pollak). UA Wien 1902 (konzertant), Kiel 2001 (szenisch)
- um 1903–1910: Der ferne Klang – Oper in 3 Aufzügen, UA 18. August 1912, Frankfurt am Main
- 1908–1912: Das Spielwerk und die Prinzessin – 2 Akte, Prolog, UA 15. März 1913, Frankfurt am Main / Wien
- 1911–1915: Die Gezeichneten – Oper in 3 Akten, UA 18. April 1918, Frankfurt am Main
- 1915: Das Spielwerk (Umarbeitung von Das Spielwerk und die Prinzessin) – 1 Akt, UA 30. Oktober 1920, München (Bruno Walter)
- 1915–1918: Der Schatzgräber – Oper mit Vorspiel, 4 Akten, Nachspiel, UA 21. Januar 1920, Frankfurt am Main (Ludwig Rottenberg)
- 1919–1922: Irrelohe – Oper in 3 Akten, UA 27. März 1924, Köln (Otto Klemperer)
- 1924–1928: Der singende Teufel – Oper in 4 Akten, UA 10. Dezember 1928, Berlin (Erich Kleiber)
- 1924–1928: Christophorus oder Die Vision einer Oper – Vorspiel, 2 Akte (3 Bilder), Nachspiel, UA 1. Oktober 1978, Freiburg (Klaus Weise)
- 1929–1932: Der Schmied von Gent – Oper in 3 Akten, Text nach Charles De Coster, UA 29. Oktober 1932, Berlin (Paul Breisach)
- 1933–1934: Memnon (nur Skizzen)

### Orchesterwerke
- 1896: Liebeslied für Streichorchester und Harfe (verschollen)
- 1899: Scherzo
- 1899: Symphonie a-Moll op. 1 (Finale verloren)
- 1900: Scherzo für Streichorchester
- 1900: Intermezzo op. 8 – Satz für Streichorchester (später Teil der Romantischen Suite)
- 1902–1903: Ekkehard, symphonische Ouvertüre für großes Orchester und Orgel op. 12
- 1903: Romantische Suite op. 14
- 1904: Phantastische Ouvertüre op. 15
- 1905: Der Geburtstag der Infantin, Suite nach dem gleichnamigen Märchen von Oscar Wilde für Kammerorchester (für Orchester 1923, Pantomime Spanisches Fest für Orchester 1927)
- 1908: Festwalzer und Walzerintermezzo
- 1908: Valse lente
- 1908–1909: Ein Tanzspiel für großes Orchester
- 1909: Nachtstück aus der Oper Der ferne Klang
- 1913: Vorspiel zu einem Drama (zusammengestellt aus Teilen der Oper Die Gezeichneten)
- 1916: Kammersymphonie (auch für größere Besetzung als Sinfonietta)
- 1918: Symphonisches Zwischenspiel aus der Oper Der Schatzgräber
- 1928: Kleine Suite für Kammerorchester
- 1929–1930: Vier kleine Stücke für großes Orchester
- 1933: Vorspiel zu einer großen Oper (aus der unvollendeten Oper Memnon)

### Sonstige Werke (Auswahl)
- 1898: Sonate für Violine und Klavier
- 1899: König Tejas Begräbnis (Felix Dahn) für Männerchor und Orchester
- 1900: Der 116. Psalm op. 6 für Frauenchor und Orchester
- 1902: Schwanengesang op. 11 (Dichtung von Dora Leen) für Chor und Orchester
- 1903: Zwei Gesänge für mittlere Stimme und Klavier: Sommerfäden (von Dora Leen) und Stimmen des Tages (von Ferdinand Saar)
- 1909: Fünf Gesänge (instrumentiert 1922)
- 1909: Der Wind – Pantomime für Violine, Violoncello, Klarinette, Horn und Klavier
- 1916: Orchestrierung von 2 Liedern von Hugo Wolf
- 1923: Zwei lyrische Gesänge (Walt Whitman, instrumentiert 1929 u.d.T. Vom ewigen Leben)
- 1932–1933: Das Weib des Intaphernes – Melodram (Eduard Stucken)
- 1933: Orchestrierung von Franz Liszts Ungarischer Rhapsodie Nr. 2
- ca. 40 Lieder

## Kompositionsschüler
- 1912–1914: Paul Amadeus Pisk (1893–1990)
- 1912–1915: Walther Gmeindl (1890–1958)
- 1912–1916: Wilhelm Grosz (1894–1939)
- 1912–1913: Dragan Plamenac (1895–1983)
- 1913–1914: Ilmari Hannikainen (1892–1955)
- 1914–1920?: Karol Rathaus (1895–1954)
- 1914–1920: Ernest (Ernst) Kanitz (1894–1978)
- 1916–1920: Ernst Krenek (1900–1991)
- 1917–1919: Jascha Horenstein (1898–1973)
- 1918–1923: Alois Hába (1893–1973)
- 1919–1924: Max Brand (1896–1980)
- ca. 1919: Felix Petyrek (1892–1951)
- ca. 1920–1923: Alois Melichar (1896–1976)
- 1921–1922: Herbert Windt (1894–1965)
- 1921–1923: Carl Ueter (1900–1985)
- 1922–1925: Berthold Goldschmidt (1903–1996)
- 1923–1927: Ignace Strasfogel (1909–1994)
- 1922–1926: Jerzy Fitelberg (1903–1951)
- 1922–?: Alfred von Beckerath (1901–1978)
- 1925–1927: Charlotte Schlesinger (1909–1976)
- 1926–1930: Walter Kaufmann (1907–1984)
- 1926–1931: Grete von Zieritz (1899–2001)
- 1926–1932: Kurt Fiebig (1908–1988)
- 1928–1932: Vladas Jakubėnas (1903–1976)
- Julius Bürger (1897–1995)
- Alexander Ecklebe (1904–1983)
- 1924/25–1930: Hans Heller (1898–1969)
- Hugo Herrmann (1896–1967)
- Marij Kogoj (1892–1956)
- Mark Lothar (1902–1985)
- Artur Rodziński (1892–1958)
- Joseph Rosenstock (1895–1985)
- Hans Schmidt-Isserstedt (1900–1973)
- Fritz Schreiber (1895–1985)
- Władysław Szpilman (1911–2000)
- Zdenka Ticharich (1900–1979)
- Arnold Maria Walter (1902–1973)
- Eric Werner (1901–1988)
- Werner Bochmann (1900–1993)
- Walter Draeger (1888–1976)

## Dokumente
Briefe von Franz Schreker befinden sich im Bestand des Leipziger Musikverlages C.F.Peters im Staatsarchiv Leipzig.